# الباطن (بيشة)
الباطن هي إحدى قُرى محافظة بيشة في الجنوب الغربي وتتبع منطقة عسير في المملكة العربية السعودية.

## الموقع
تقع قرية الباطن على مسافة 35 كليو متر غرب محافظة بيشة، تقع القرية على جسر وادي تبالة الذي يربط القرية بالطريق العام لرابط بين محافظتي بيشة وبلقرن، وقرية شديق. الذين يعتمدون عليها في الخدمات التعليمية والصحية. تتبع القرية مركز الثنية. وتتبع بلدية الثنية وتبالة.

## السكان
في عام 2013، بلغ عدد سكان الباطن 2500 نسمة.

## المرافق
يوجد في الباطن مدرسة الباطن الابتدائية، ومشروع العبارة في مدخل القرية الوحيد، بدأ تنفيذ المشروع عام 1430 هـ. يوجد طريق اسفلت رئيسي للقرية بمساحة 11400 متر مربع، انتهى العمل فيه عام 1422 هـ.

## توابع
يتبع قرية الباطن عدة أحياء منها وسط الباطن، الرطرطية، ضلعة، السلم، الشفا، الجدرة، قوز الشريف والمقطر.